# Valganna
Valganna (Gàna in dialetto varesotto) è un comune italiano sparso di 1 579 abitanti della provincia di Varese in Lombardia.
Il comune è composto da quattro località: Ghirla e Ganna, i due centri principali, attraversati dal torrente Margorabbia, e le ulteriori frazioni di Boarezzo e Mondonico. La sede del municipio è a Ganna.
I due centri sorgono sulle rive rispettivamente del lago di Ghirla e del lago di Ganna. Il secondo, più piccolo, è un lago che ha conservato il suo caratteristico aspetto naturale, con rive popolate di canneti e di flora del luogo; il primo, invece, è meta molto frequentata di turisti.

## Geografia fisica
Il comune di Valganna si estende lungo la Strada statale 233 Varesina, dalla zona delle Grotte della Valganna e delle omonime cascate, fino al Lago di Ghirla. Sul lato sinistro idrografico, si ergono il Monte Chiusarella ed il Monte Martica, sul lato destro il Monte Monarco, il Monte Minisfreddo, il Poncione di Ganna ed il Monte Piambello.
Il fondovalle è attraversato dal torrente Margorabbia, immissario dei due laghi presenti. A sud il territorio di Valganna è interessato dall'Olona, che qui ha una delle sue sei sorgenti.
Il clima particolarmente rigido in inverno è valso al paese il soprannome di "Piccola Siberia del Varesotto".

## Storia
I primi insediamenti nella zona si fanno risalire al periodo all'epoca romana.. Valganna, in epoca romana, era attraversata dalla Via Mediolanum-Bilitio, strada romana che metteva in comunicazione Mediolanum (Milano) con Luganum (Lugano) passando da Varisium (Varese), da cui il nome della strada.
In epoca medievale Ganna era feudo della Badia di San Gemolo. Nel 1556 la Santa Sede decretò la soppressione dell'Abbazia i cui beni e diritti furono trasferiti all'Ospedale Maggiore di Milano., da cui la comunità dipese per i successivi secoli.
Nel 1751 il paese faceva parte della pieve di Arcisate ed era ancora feudo dell'istituzione ospedaliera milanese.
Nel 1786, con la pieve di Arcisate, entrò a far parte della provincia di Gallarate, poi di Varese, a seguito del compartimento territoriale della Lombardia austriaca, che divise il territorio lombardo in otto province (editto 26
settembre 1786).
Con le riforme della Repubblica Cisalpina, nel 1798 il comune fu incluso nel dipartimento del Verbano, distretto di Arcisate. Soppresso poi questo dipartimento, fu trasferito in quello dell'Olona, sempre nel distretto di Arcisate. Nel 1801 Valganna fu collocato nel distretto II di Varese del dipartimento del Lario. Nel 1805 fu designato con la denominazione di “Valgana con Ghirla ed uniti”, comune di III classe. Nel 1807 il comune fu soppresso e unito a quello di Viggiù. Riacquistò la propria autonomia con il Regno Lombardo Veneto nel 1815 e inserito nella provincia di Como, distretto XIX di Arcisate (1816) e dal 1853 nel distretto XVII di Arcisate.
Nel 1924 il comune risulta ancora incluso nella provincia di Como; nel 1926 l'amministrazione passa al controllo del podestà. L'anno seguente il paese entra nella giurisdizione della provincia di Varese.

### Simboli
Lo stemma e il gonfalone sono stati concessi con decreto del presidente della Repubblica del 16 gennaio 1995.
I quattro abeti rappresentano le frazioni principali (Ganna, Ghirla, Boarezzo e Mondonico) sotto la protezione del campanile dell'abbazia di San Gemolo di Ganna, monastero fondato nel 1095 e dipendente dall'abbazia di Fruttuaria che esercitò il dominio su tutto il territorio.
Il gonfalone è un rappo troncato di verde e di giallo.

## Monumenti e luoghi d'interesse
Nel territorio comunale si trovano la Cappella e la badia di San Gemolo che conserva un organo neoclassico di scuola lombarda.
Una tradizione vuole infatti che qui venne trucidato il santo, alla fine del X secolo, dopo aver cercato di inseguire, insieme a Sant'Imerio di Bosto, dei briganti che avevano derubato una carovana di cui faceva parte. Infatti i briganti erano dei sepriesi e storicamente controllavano i passi che dalla Svizzera portavano a Milano intercettando tutte le carovane.
Il corpo venne sepolto dove ora è l'abbazia che sorse nel 1095 per opera di Attone, Arderico e Inghizone, su concessione dell'arcivescovo di Milano Arnolfo III. Questa abbazia fu molto potente, fino al 1556, anno in cui ne venne soppresso il potere temporale, in quanto aveva possedimenti in tutto il nord del varesotto e il controllo del castello di Frascarolo.
Nella frazione di Ghirla è eretta la "Parrocchia di San Cristoforo martire", appartenente alla diocesi di Milano, eretta nel 1897 per volere dell'arcivescovo Andrea Carlo Ferrari.
Sempre a Ghirla viene costruito nel XVIII secolo il maglio, utilizzato nel corso dei secoli per la lavorazione del ferro. Nel tardo ottocento la costruzione inizia gradualmente ad essere abbandonata, per poi venire restaurata all'inizio del XXI secolo.
A Ganna si trova Villa Cesarina, edificio liberty costruito nel 1906.

## Società

### Evoluzione demografica
- 498 nel 1751
- 716 nel 1805
- 1 044 nel 1853

Abitanti censiti

### Religione

#### Confraternita dei morti e dell'orazione
Nel 1755, a seguito della visita pastorale dell'arcivescovo Giuseppe Pozzobonelli, venne istituita nella comunità di Ganna la Confraternita dei morti e dell'orazione, affiliata a quella centrale a Roma

## Cultura
La località è stata patria di scultori: nel 1836 vi è nato Odoardo Tabacchi, mentre nel 1843 è nato Giuseppe Grandi, tra i principali esponenti della Scapigliatura lombarda. La frazione Ghirla, tra il XIX e il XX secolo, è stata sede della manifattura Ghirla Ceramiche.

## Amministrazione
Il primo Consiglio comunale fu eletto nel 1827.

## Infrastrutture e trasporti

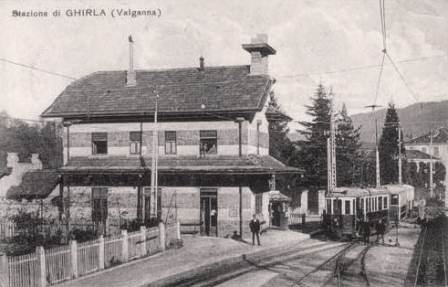
La stazione di Ghirla

La stazione di Ghirla, costruita su progetto dell'architetto Giuseppe Sommaruga, attiva fra il 1914 e il 1955 era l'impianto intermedio principale della ferrovia della Valganna, e fungeva altresì da capolinea meridionale della Ferrovia Ghirla-Ponte Tresa.
Nel 1955 l'intera area venne adibita ad autostazione